# زوی سادوفسکی- سینوت
زوی سادوفسکی- سینوت (انگلیسی: Zoi Sadowski-Synnott؛ زادهٔ ۶ مارس ۲۰۰۱) ورزشکار اسنوبردسواری اهل نیوزیلند است.
وی در مسابقات کشوری و بین‌المللی در مجموع برندهٔ ۲ مدال طلا، ۲ مدال نقره، ۲ مدال برنز شده‌است.